# マリオ・ブリトー
マリオ・ディオニシオ・ブリトー（Mario Dionisio Brito、1966年4月9日 -  ）は、かつてプロ野球読売ジャイアンツに所属したプロ野球選手。ドミニカ共和国出身。台湾での登録名は、馬力歐。日本での登録名はマリオ。

## 来歴・人物
1986年にモントリオール・エクスポズと契約しプロ入り。マイナーリーグで先発要員として順調に勝ち星を重ねていった。
1991年にシカゴ・ホワイトソックス傘下で初めてAAA級に昇格するも、2勝14敗で解雇されてしまう。
1992年、古巣・エクスポズに拾われ、この年からリリーフ専門に転向し、1994年にはミルウォーキー・ブルワーズ傘下AAA級で40試合に登板し、6勝2敗11セーブを記録。リリーフ転向後は毎シーズン、防御率2点台前半と好調を維持していたものの、メジャー昇格はかなわなかった。
1995年に台湾の兄弟エレファンツに入団するも、手の負傷がネックとなり、1年で退団した。3勝4敗7セーブ、防御率3.16。
1996年はフロリダ・マーリンズと契約しAAA級でクローザーを務めていたが、巨人がクローザーとして起用していた西山一宇、石毛博史の不振を受けシーズン途中の4月24日に年俸1000万円で獲得を発表した。先に入団した同じドミニカ出身のバルビーノ・ガルベスが台湾球界に所属していたころの同僚でガルベス自身の紹介による入団だった。当時日本ハムファイターズに同姓のバーナード・ブリトーが在籍していたため登録名はマリオになり、人気ゲームにあやかって「スーパーマリオ」の愛称で呼ばれた。
来日初登板となった5月7日の対広島戦では決め球のフォークを武器に4者連続三振を奪う活躍で初セーブをマークし岡島秀樹のプロ初勝利をアシストした。長身から投げ下ろされるマリオのフォークボールは落差が50cmもあり、「お化けフォーク」と呼ばれた。ほかにスライダー、シンカーも武器とした。その後も主にクローザーとして起用され、前半戦終了時点で1勝1敗14セーブ防御率2.14を挙げリリーフ陣の救世主となる。しかし後半戦に入ると他球団に攻略され救援失敗が目立ちはじめ、シーズン終盤には後半戦好調の川口和久や河野博文がクローザーとして起用されるようになり、5セーブしか挙げられなかった。トータルで39試合に登板、3勝2敗19セーブ防御率3.33という成績で「メークドラマ」といわれる逆転優勝に貢献し日本シリーズにも出場したが、後半戦の不振が響き同年10月31日に退団が発表された。
1997年は再び台湾の兄弟エレファンツでプレーし、1勝6敗8セーブ、防御率4.21。2000年にはメキシカンリーグでプレーした。現在はドミニカン・サマーリーグのDSLインディアンスで投手コーチを務めている。
巨人入団当初、記者からバーナード・ブリトーと親戚ではないかという質問があまりに多かったことから、「あんな奴と一緒にするな」と怒っていたこともあった。
アマチュア時代は4番を打っていた野手であったためバッティングもよく、来日初登板の試合で打席が回った際には初安打を放つなど、打数が少ないにもかかわらずヒットを打っている。プロになる際、"ピッチャーとしてなら獲得する"といわれ、仕方なく転向したらしい。

## 詳細情報

### 年度別投手成績
| 年 度     | 球 団     | 登 板 | 先 発 | 完 投 | 完 封 | 無 四 球 | 勝 利 | 敗 戦 | セ 丨 ブ | ホ 丨 ル ド | 勝 率 | 打 者 | 投 球 回 | 被 安 打 | 被 本 塁 打 | 与 四 球 | 敬 遠 | 与 死 球 | 奪 三 振 | 暴 投 | ボ 丨 ク | 失 点 | 自 責 点 | 防 御 率 | W H I P |
| --------- | --------- | ----- | ----- | ----- | ----- | -------- | ----- | ----- | -------- | ----------- | ----- | ----- | -------- | -------- | ----------- | -------- | ----- | -------- | -------- | ----- | -------- | ----- | -------- | -------- | ------- |
| 1995      | 兄弟      | 22    | 0     | 0     | 0     | 0        | 3     | 4     | 7        | --          | .429  | 177   | 42.2     | 33       | 1           | 12       | 1     | 2        | 46       | 6     | 0        | 16    | 15       | 3.16     | 1.05    |
| 1996      | 巨人      | 39    | 0     | 0     | 0     | 0        | 3     | 2     | 19       | --          | .600  | 207   | 48.2     | 50       | 5           | 18       | 1     | 1        | 43       | 0     | 0        | 18    | 18       | 3.33     | 1.40    |
| 1997      | 兄弟      | 28    | 3     | 0     | 0     | 0        | 1     | 6     | 8        | --          | .143  | 270   | 62.0     | 59       | 4           | 21       | 4     | 2        | 58       | 7     | 0        | 33    | 29       | 4.21     | 1.29    |
| CPBL：2年 | CPBL：2年 | 50    | 3     | 0     | 0     | 0        | 4     | 10    | 15       | --          | .286  | 447   | 104.2    | 92       | 5           | 33       | 5     | 4        | 104      | 13    | 0        | 49    | 44       | 3.78     | 1.19    |
| NPB：1年  | NPB：1年  | 39    | 0     | 0     | 0     | 0        | 3     | 2     | 19       | --          | .600  | 207   | 48.2     | 50       | 5           | 18       | 1     | 1        | 43       | 0     | 0        | 18    | 18       | 3.33     | 1.40    |

### 表彰
NPB
- JA全農Go・Go賞 （救援賞：1996年7月）

### 記録
NPB投手記録
- 初登板・初セーブ：1996年5月7日、対広島東洋カープ5回戦（東京ドーム）、7回表2死に2番手として救援登板・完了、2回1/3を無失点
- 初奪三振：同上、8回表に正田耕三から
- 初勝利：1996年5月23日、対阪神タイガース11回戦（福岡ドーム）、8回表に3番手として救援登板・完了、3回無失点

NPB打撃記録
- 初打席・初安打：1996年5月7日、対広島東洋カープ5回戦（東京ドーム）、8回裏に山内泰幸から中前安打

### 背番号
- 22 （1995年、1997年）
- 49 （1996年）